# سیارک ۶۸۹۴
سیارک ۶۸۹۴ (به انگلیسی: 6894 Macreid، نامگذاری:1986RE2) شش هزار و هشتصد و نود و چهارمین سیارک کشف شده‌است که در ۵ سپتامبر ۱۹۸۶ کشف شد.
قدر مطلق سیارک برابر ۱۱٫۹۰ است.